# Wassermusik (Roman)

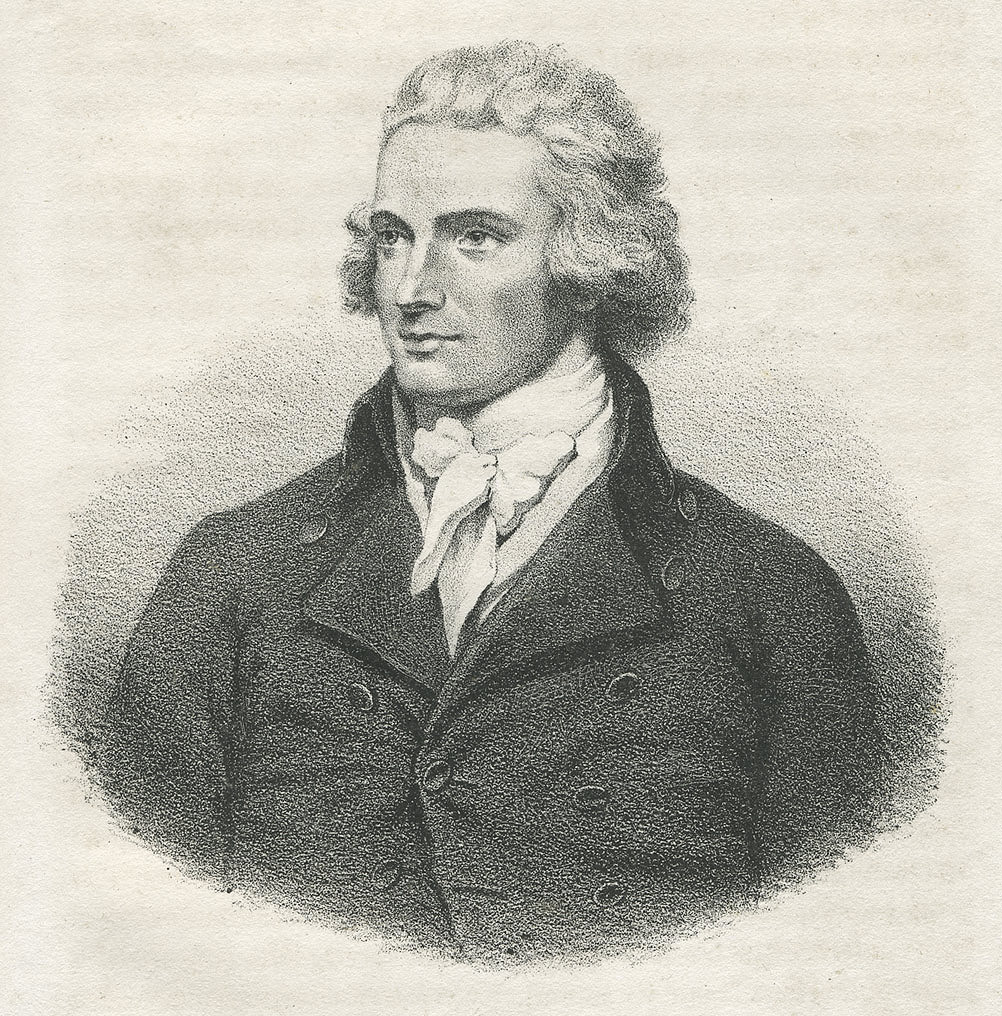
Mungo Park

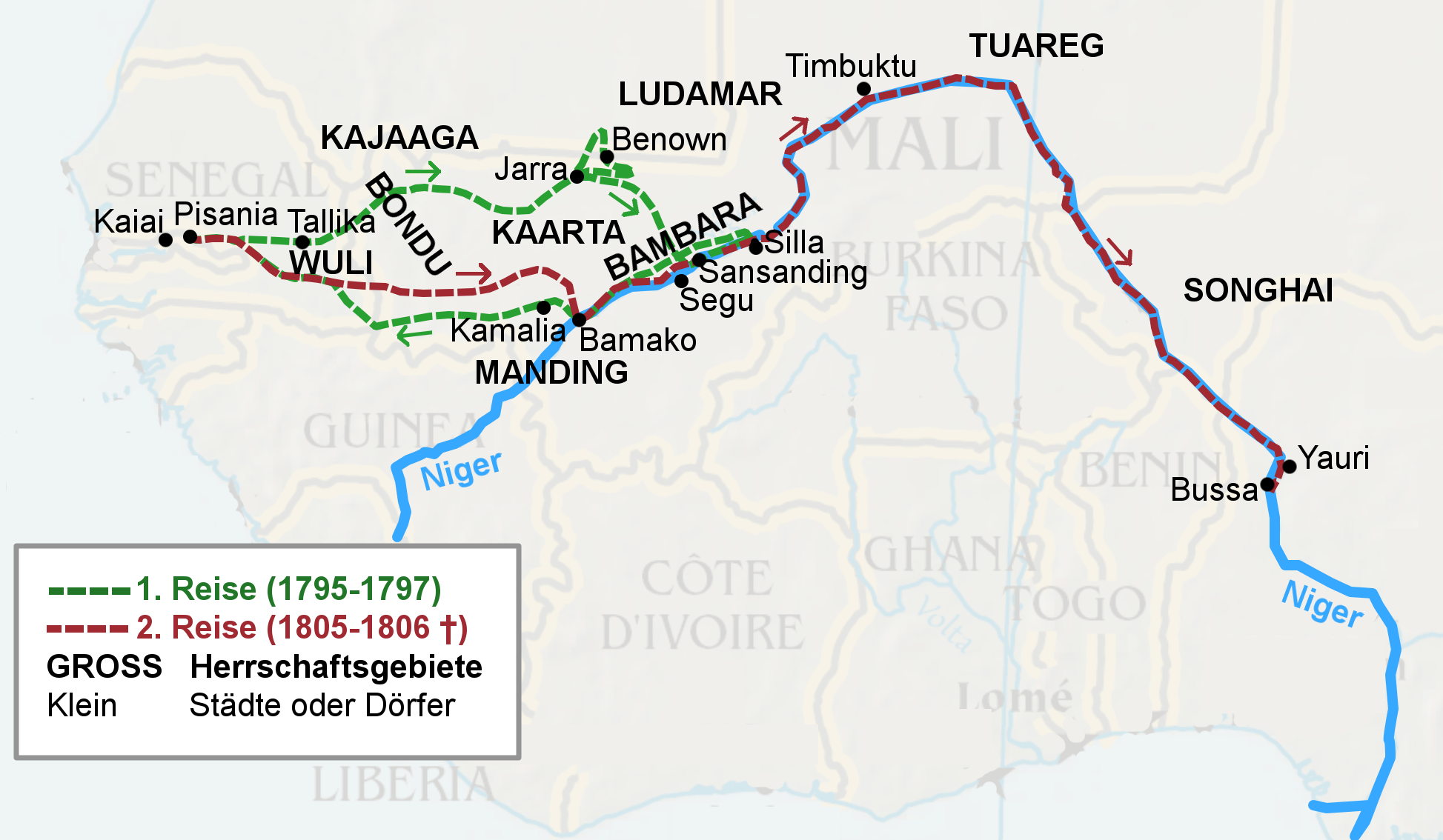
Kartenskizze von Mungo Parks Reisen in Westafrika

Wassermusik (engl. Water Music) ist ein Roman des US-amerikanischen Schriftstellers T.C. Boyle, der 1982 in den USA und 1987 auf Deutsch erschien (Übersetzer: Werner Richter, 2014 neu übersetzt von Dirk van Gunsteren).

## Inhalt
Das Buch erzählt die Geschichte des (historischen) schottischen Afrikaforschers Mungo Park, der gegen Ende des 18. Jahrhunderts zwei Entdeckungsreisen ins Innere Afrikas unternimmt. Er ist besessen von dem Wunsch, den Niger zu entdecken, was ihm nach allerlei Mühen auch gelingt. Doch nach seiner Rückkehr in die Heimat hält er den normalen Alltag nicht lange aus und sehnt sich nach neuen Abenteuern. Er will nach Afrika zurückkehren und sich nun an die weitere Erkundung des Nigers machen, speziell von dessen Mündung in den Golf von Guinea.
Von diesem Verlangen können ihn weder seine Frau Ailie, die während der ersten Reise jahrelang auf ihn gewartet hatte, noch seine Kinder abhalten. Und so bricht er erneut auf.
Unter Mungos Begleitern befindet sich auch der Afrikaner Johnson. Er ist Mungos Dolmetscher und hat eine bewegte Geschichte vorzuweisen. Als Junge wird er zunächst von Sklavenhändlern nach Amerika verkauft, von wo ihn ein ihm wohlgesinnter englischer Adliger nach London mitnimmt. Dort entwickelt sich der inzwischen ziemlich gebildete Johnson zu einer Art Dandy. Doch nach einem für ihn erfolgreich verlaufenen Pistolenduell wird Johnson verhaftet und nach Afrika verbannt.
Parallel zu Parks Geschichte spielt die von Ned Rise, der stets aufs Neue versucht, sein Glück zu machen und es beinahe auch schafft, bevor er wieder auf den Boden fällt. Sein Unglück beginnt bereits bei seiner Geburt. Er wird seiner Mutter (einer Säuferin) gleich nach der Geburt von einer alten Vettel (die im Verlauf des Romans immer wieder mal auftaucht) abgeluchst. Später kommt er unter die „Obhut“ eines faulen Säufers, der Ned an einer Hand verstümmelt, damit er als Bettler arbeiten kann. Doch Ned hat Glück und wird von einem Lord aufgenommen, der ihn beinahe liebevoll großzieht und ihm einen respektablen Bildungsgrad beschert. Nachdem sein Versorger bei besagtem Duell von Johnson erschossen wird, findet Ned sich wieder ganz unten. Im Verlaufe der Geschichte ist dies nicht das letzte Mal. (Doch nicht umsonst heißt er mit Nachnamen „Rise“ – engl. für „auf(er-)stehen“.)
Gegen Ende der Geschichte, auf Mungos zweiter Afrikareise, kreuzen sich schließlich die Wege von Ned Rise, Mungo Park und Johnson. Dabei erkennt Rise in Johnson den Mann, der seinen Ziehvater im Duell tötete, allerdings erst nachdem Johnson die Gruppe schon wieder verlassen hat. Die Expedition endet mit dem Tod aller Beteiligten, mit Ausnahme von Ned Rise, der von Pygmäen aufgenommen wird und nicht mehr nach Europa zurückkehrt.

## Buch
- T. C. Boyle: Wassermusik (Roman), Hardcover: Rogner&Bernhard, Hamburg 1987, ISBN 3-8077-0224-5
- T. C. Boyle: Wassermusik (Roman), Taschenbuch: Rowohlt, Reinbek bei Hamburg 1990, ISBN 3-499-12580-3

## Kritik
„»Wassermusik« ist einer der ganz großen Romane T.C. Boyles. Die zunächst parallel nebeneinander laufenden Handlungsfäden – von Abenteurern, Nutten, Betrügern und halbseidenen Gestalten in den Halbwelten von Schottland, London und Afrika – bewegen sich schließlich auf dem Niger der Quelle des Stroms entgegen. Es ist eine Geschichte von Wahnsinn, Ehrgeiz und Gier, aber auch voller Witz, faktenreich und mit Cliffhängern, deren Ausgang wirklich so unklar ist wie der Verlauf des Stroms.“

„Wir haben es mit einer so vergnüglichen wie verblüffenden wie gelegentlich auch ärgerlichen Mischung zu tun: einem pikaresken Roman, der historische Fakten so souverän benutzt wie ignoriert. (…) Eine Scheherazade also, in der auch schon mal ein Krokodil Harfe spielt, weil ihm nach Verspeisen des Harfenisten das Instrument in den Zähnen klemmt, oder ein ärgerlich gewordener Kumpan fein verschnürt wie ein Kapaun den Menschenfressern geschenkt wird.“

## Hörspiel
Der Roman wurde 2005 vom Norddeutschen Rundfunk als Hörspiel in fünf Teilen (ca. 273 Minuten) produziert.
Bearbeitung und Regie: Leonhard Koppelmann.
Musik: Henrik Albrecht.
Darsteller: Thomas Fritsch, Udo Schenk, Doris Kunstmann (als Erzähler für Mungo, Ned und Ailie), Andreas Pietschmann (Mungo Park), Matthias Koeberlin (Ned Rise), Anna Thalbach (Ailie Anderson), Horst Bollmann, Traugott Buhre, Peter Fricke (Twit, Banks und Durfeys, die Herren der Afrikagesellschaft), Michael Habeck (Johnson), Barbara Nüsse (die Alte) u. v. a.